# Tôn Gia Chính
Tôn Gia Chính (sinh tháng 3 năm 1944) là chính khách nước Cộng hòa Nhân dân Trung Hoa. Ông giữ chức Bộ trưởng Bộ Phát thanh, Điện ảnh và Truyền hình từ năm 1994 đến năm 1998, trước khi giữ chức Bộ trưởng Bộ Văn hóa từ năm 1998 đến năm 2008.

## Tiểu sử
Tôn Gia Chính sinh tháng 3 năm 1944, người huyện Tứ Dương, tỉnh Giang Tô. Năm 1963, ông học chuyên ngành văn học ngôn ngữ Trung Quốc khoa tiếng Trung Quốc tại Đại học Nam Kinh. Tháng 1 năm 1966, ông gia nhập Đảng Cộng sản Trung Quốc. Sau khi tốt nghiệp Đại học Nam Kinh năm 1968, ông lao động tại Trường Cán bộ "Mùng 7 tháng 5" nông thôn huyện Lục Hợp, tỉnh Giang Tô. Sau năm 1971, ông đảm nhiệm vị trí Bí thư Huyện đoàn Lục Hợp rồi Bí thư Đảng ủy công xã Mã An, huyện Lục Hợp. Sau năm 1978, ông được bổ nhiệm giữ chức Bí thư Thành đoàn Nam Kinh, Phó Bí thư Tỉnh đoàn Giang Tô rồi Bí thư Tỉnh đoàn Giang Tô.
Năm 1983, ông được bổ nhiệm làm Ủy viên Ban Thường vụ Tỉnh ủy, Tổng Thư ký Tỉnh ủy Giang Tô. Năm 1984, ông được bổ nhiệm giữ chức Ủy viên Ban Thường vụ Tỉnh ủy Giang Tô, Bí thư Thành ủy Từ Châu. Năm 1986, ông được bổ nhiệm làm Ủy viên Ban Thường vụ Tỉnh ủy, Trưởng Ban Tuyên truyền Tỉnh ủy Giang Tô. Tháng 12 năm 1989, ông được bầu làm Phó Bí thư Tỉnh ủy kiêm Trưởng Ban Tuyên truyền Tỉnh ủy Giang Tô.
Tháng 4 năm 1994, ông được thuyên chuyển công tác làm Bí thư Ban Cán sự Đảng Bộ Phát thanh, Điện ảnh và Truyền hình. Tháng 5 năm 1994, ông được bổ nhiệm giữ chức Bộ trưởng Bộ Phát thanh, Điện ảnh và Truyền hình.
Tháng 3 năm 1998, ông được bổ nhiệm làm Bộ trưởng Bộ Văn hóa. Tháng 3 năm 2008, ông được bầu làm Phó Chủ tịch Chính hiệp toàn quốc khóa XI nhiệm kỳ 2008-2013.
Ông là Ủy viên dự khuyết Ban Chấp hành Trung ương Đảng Cộng sản Trung Quốc khóa XII, XIII, XIV và Ủy viên Ban Chấp hành Trung ương Đảng Cộng sản Trung Quốc khóa XV, XVI.